# Karl August Förster
Karl August Förster, född 3 april 1784 i Naumburg an der Saale, död 18 december 1841 i Dresden, var en tysk skald och översättare.
Förster blev 1807 andre och 1818 förste professor vid kadettskolan i Dresden. Han utgav, till en början anonymt, översättningar av Petrarca (1818), Tasso (1821) och av Dantes Vita nuova (1841), varjämte han, 1838, fullbordade Wilhelm Müllers Bibliothek deutscher Dichter des 17 Jahrhunderts. Hans Gesammelte Gedichte utgavs postumt (1842) av hans hustru, Luise Förster (född Förster 1794, död 1877), som även skrev Biographie und literarische Skizzen aus dem Leben und der Zeit Karl Försters (1846). Deras dotter Marie (född 1819, död 1856) författade Briefe aus Südrussland (1856) samt Gedichte (1857).